# 稲川貴大

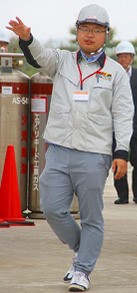
2018年

稲川 貴大（いながわ たかひろ、1987年 - ）は、日本の宇宙開発技術者、実業家。インターステラテクノロジズ株式会社代表取締役社長。

## 人物・来歴
埼玉県越谷市出身。父は富士通営業本部長などを経て、さいたま市議会議員在任中死去。母は保健師・看護師・看護教員を経て、市議会議員を継いだ。
埼玉県立浦和高等学校の工芸部でものづくりを行い、2010年東京工業大学工学部制御システム工学科卒業。2013年東京工業大学大学院機械物理工学専攻修了。大学在学中には鳥人間コンテスト選手権大会のため設計を行っていた他、ハイブリッドロケットの打ち上げサークルを設立するなどした。
大学院修了後にはニコンへの就職が決まっていたが、仮釈放中の堀江貴文が説得に訪れ、内定を辞退し、2013年インターステラテクノロジズに入社。2014年同社代表取締役社長就任。MOMOの開発を進めるなどした。JCI JAPAN TOYP 2021 経済産業大臣奨励賞及び日本商工会議所会頭賞受賞。